# Meir Shahar
Pour les articles homonymes, voir Shahar.
Meir Shahar (en hébreu : מאיר שחר), né en 1959 à Jérusalem, est un sinologue israélien. Il est professeur d'études chinoises, au département des études de l'Asie de l'Est de l'université de Tel Aviv.
Après des études à l'université hébraïque de Jérusalem, il étudie le chinois à Taipei puis obtient un doctorat de langues et civilisations asiatiques à l'université Harvard en 1992.
Ses recherches portent notamment sur les interactions entre la littérature, les arts martiaux et la religion en Chine.
Il est le fils de l'écrivain David Shahar et de l'historienne Shulamith Shahar.

## Publications
- (en) The Shaolin Monastery: History, Religion and the Chinese Martial Arts, 2008, The University of Hawai'i Press.
- (he) Monkey and the Magic Gourd, Wu Cheng'en, trad. Meir Shahar.
- (en) Crazy Ji: Chinese Religion and Popular Literature, Harvard University Asia Center, 1998
- (he) The Chinese Religion ("Ha-Dat ha-Sinit"), The Broadcast University Series Press, 1998.
- (en) Unruly Gods: Divinity and Society in China, avec Robert Weller, University of Hawai'i Press, 1996.